# Intermediair

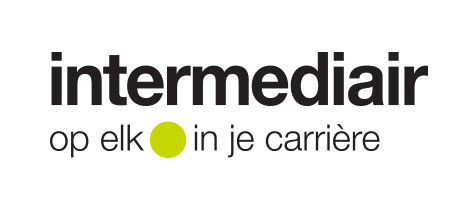
Logo

Intermediair est un magazine hebdomadaire néerlandais pour des "professionnels plus instruits dans les domaines de la gestion, de consultation, de conseil en personnel, en gestion financière et contrôle, et le droit.",.

## Histoire et profil
Intermediair a été lancé en 1965. Le magazine est détenue par De Persgroep. Il est publié par le VNU Media sur une base hebdomadaire et est basé à Amsterdam
En 2010 Intermediair a été diffusé en 191 644 copies. En 2012 Intermediair a cessé d'exister en version papier, et est passé au numérique